# Zibo Cuju FC
Der Zibo Cuju Football Club (Chinesisch: 淄博蹴鞠足球俱乐部) ist ein professioneller chinesischer Fußballklub aus Zibo, der in der zweiten chinesischen Liga, der China League One, spielt.

## Namensgeschichte
| von  | bis   | Vereinsname                 |
| ---- | ----- | --------------------------- |
| 1982 | 2018  | Zibo Sunday SC (淄博星期天) |
| 2019 | heute | Zibo Cuju FC (淄博蹴鞠)     |

## Stadion
Der Verein trägt seine Heimspiele im Stadion des Sportzentrums Zibo in Zibo aus. Das Stadion hat ein Fassungsvermögen von 45.000 Personen.
Koordinaten: 36° 48′ 47,9″ N, 117° 58′ 58,3″ O

## Spieler
Stand: April 2021
| Nr. |                     | Position | Name                               |
| --- | ------------------- | -------- | ---------------------------------- |
| 1   | China Volksrepublik | TW       | Yi Fan                             |
| 2   | China Volksrepublik | AB       | Wu Haoran                          |
| 3   | China Volksrepublik | AB       | Liu Junpeng                        |
| 4   | China Volksrepublik | AB       | Zhang Hongjiang                    |
| 5   | China Volksrepublik | AB       | Ötkür Hesen                        |
| 6   | Albanien            | AB       | Albi Alla                          |
| 7   | China Volksrepublik | MF       | Li Benjian                         |
| 8   | China Volksrepublik | MF       | Chen Zitong                        |
| 9   | China Volksrepublik | ST       | Nan Yunqi                          |
| 10  | China Volksrepublik | ST       | He Shihua (Eigentümer des Vereins) |
| 11  | China Volksrepublik | MF       | Sun Weizhe                         |
| 12  | China Volksrepublik | TW       | Gu Junjie                          |
| 13  | China Volksrepublik | AB       | Liu Chun                           |
| 14  | China Volksrepublik | AB       | Wei Renjie                         |
| 16  | China Volksrepublik | ST       | Han Yi                             |
| 17  | China Volksrepublik | ST       | Liu Ziming                         |

| Nr. |                     | Position | Name           |
| --- | ------------------- | -------- | -------------- |
| 18  | China Volksrepublik | MF       | Xu Yang        |
| 19  | China Volksrepublik | ST       | Yan Yiming     |
| 20  | China Volksrepublik | AB       | Cheng Rui      |
| 22  | China Volksrepublik | MF       | Yu Zeping      |
| 23  | China Volksrepublik | MF       | Wang Chengkuai |
| 25  | China Volksrepublik | AB       | Li Chenguang   |
| 26  | China Volksrepublik | ST       | Mai Sijing     |
| 27  | China Volksrepublik | MF       | Yang Zong      |
| 28  | China Volksrepublik | ST       | Li Yingjian    |
| 29  | China Volksrepublik | AB       | Wang Yiming    |
| 33  | China Volksrepublik | MF       | Jiang Yu       |
| 34  | China Volksrepublik | MF       | Lü Pin         |
| 35  | China Volksrepublik | AB       | Sun Xiaobin    |
| 36  | China Volksrepublik | AB       | Xu Yougang     |
| 39  | Portugal            | ST       | João Silva     |
| 45  | China Volksrepublik | MF       | Liu Heng       |

## Trainerchronik
Stand: April 2021
| Trainer      | Nation              | von              | bis              |
| ------------ | ------------------- | ---------------- | ---------------- |
| Zhiqiang Hou | Volksrepublik China | 1. Januar 2018   | 19. Februar 2021 |
| Cheol Park   | Südkorea            | 19. Februar 2021 | heute            |